# Municipio de Sumner (condado de Osborne)
El municipio de Sumner (en inglés: Sumner Township) es un municipio ubicado en el condado de Osborne en el estado estadounidense de Kansas. En el año 2010 tenía una población de 175 habitantes y una densidad poblacional de 1,26 personas por km².

## Geografía
El municipio de Sumner se encuentra ubicado en las coordenadas 39°25′44″N 98°57′46″O / 39.42889, -98.96278. Según la Oficina del Censo de los Estados Unidos, el municipio tiene una superficie total de 138.91 km², de la cual 138,88 km² corresponden a tierra firme y (0,01 %) 0,02 km² es agua.

## Demografía
Según el censo de 2010, había 175 personas residiendo en el municipio de Sumner. La densidad de población era de 1,26 hab./km². De los 175 habitantes, el municipio de Sumner estaba compuesto por el 98,29 % blancos y el 1,71 % eran de una mezcla de razas. Del total de la población el 0,57 % eran hispanos o latinos de cualquier raza.